# Церковь Благовещения (Назарет)
Не путать с католической базиликой Благовещения
Це́рковь Благове́щения над источником Пресвятой Богородицы в Назарете, известная также как греческая православная церковь Архангела Гавриила над источником Пресвятой Богородицы.

## История
Греческая православная церковь Благовещения Пресвятой Богородицы построена на Святом источнике, к которому приходила за водой Дева Мария, и у которого совершилось явление ангела, сказавшего: «Радуйся, благодатная! Господь с Тобою; благословенна Ты между женами» (так называемое Благовещение у колодца или первое Благовещение).
Источник Пресвятой Богородицы находится в крипте храма в отдельном притворе с устроенным над ним престолом. Над престолом находится чудотворная икона «Благовещения у кладезя».

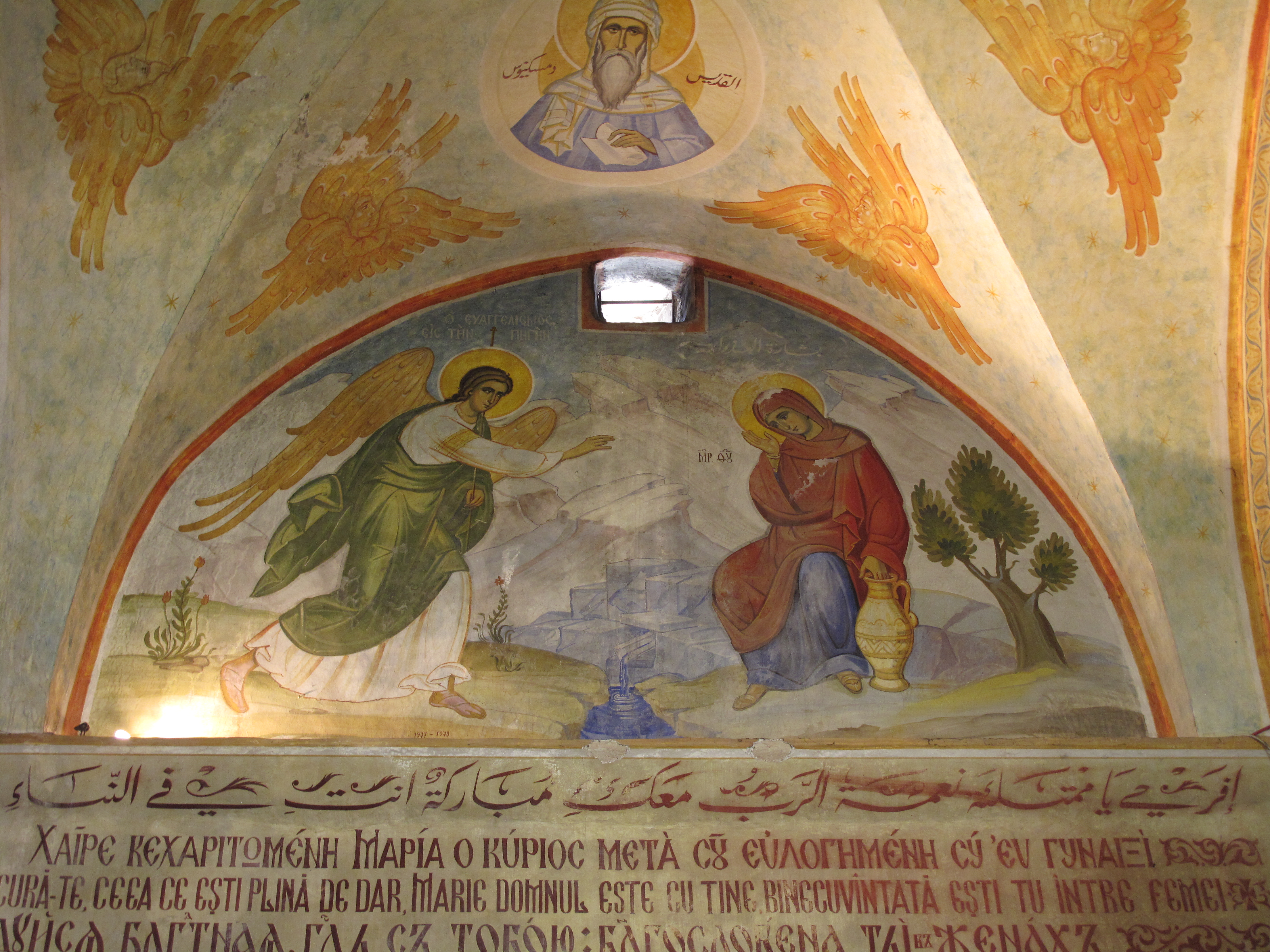
Фреска с иконографией Благовещения у кладезя на разных языках

### Традиция, основанная на каноническом Евангелии
Благовещение архангелом Гавриилом Пресвятой Богородице описано в Новом Завете единственным евангелистом — апостолом Лукой.

Ангел, войдя к Ней, сказал: радуйся, Благодатная! Господь с Тобою; благословенна Ты между жёнами. Она же, увидев его, смутилась от слов его и размышляла, что бы это было за приветствие. И сказал Ей Ангел: не бойся, Мария, ибо Ты обрела благодать у Бога; и вот, зачнёшь во чреве, и родишь Сына, и наречёшь Ему имя: Иисус. Он будет велик и наречётся Сыном Всевышнего, и даст Ему Господь Бог престол Давида, отца Его; и будет царствовать над домом Иакова во веки, и Царству Его не будет конца.
— Лк. 1:28-33
Каноническое евангелие от Луки не сообщает о Благовещении у колодца.

### Традиция, основанная на апокрифическом Евангелии

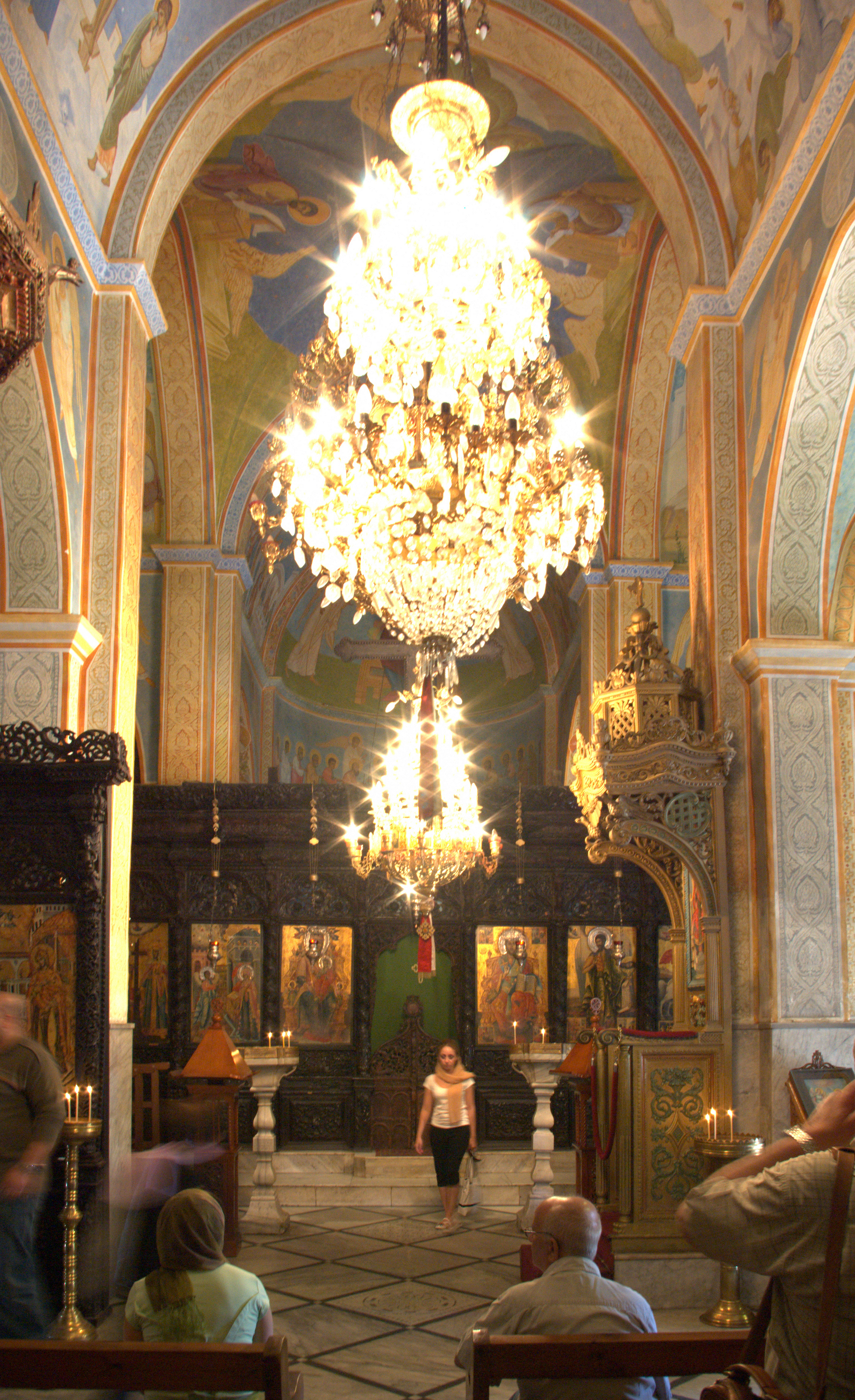
Интерьер церкви

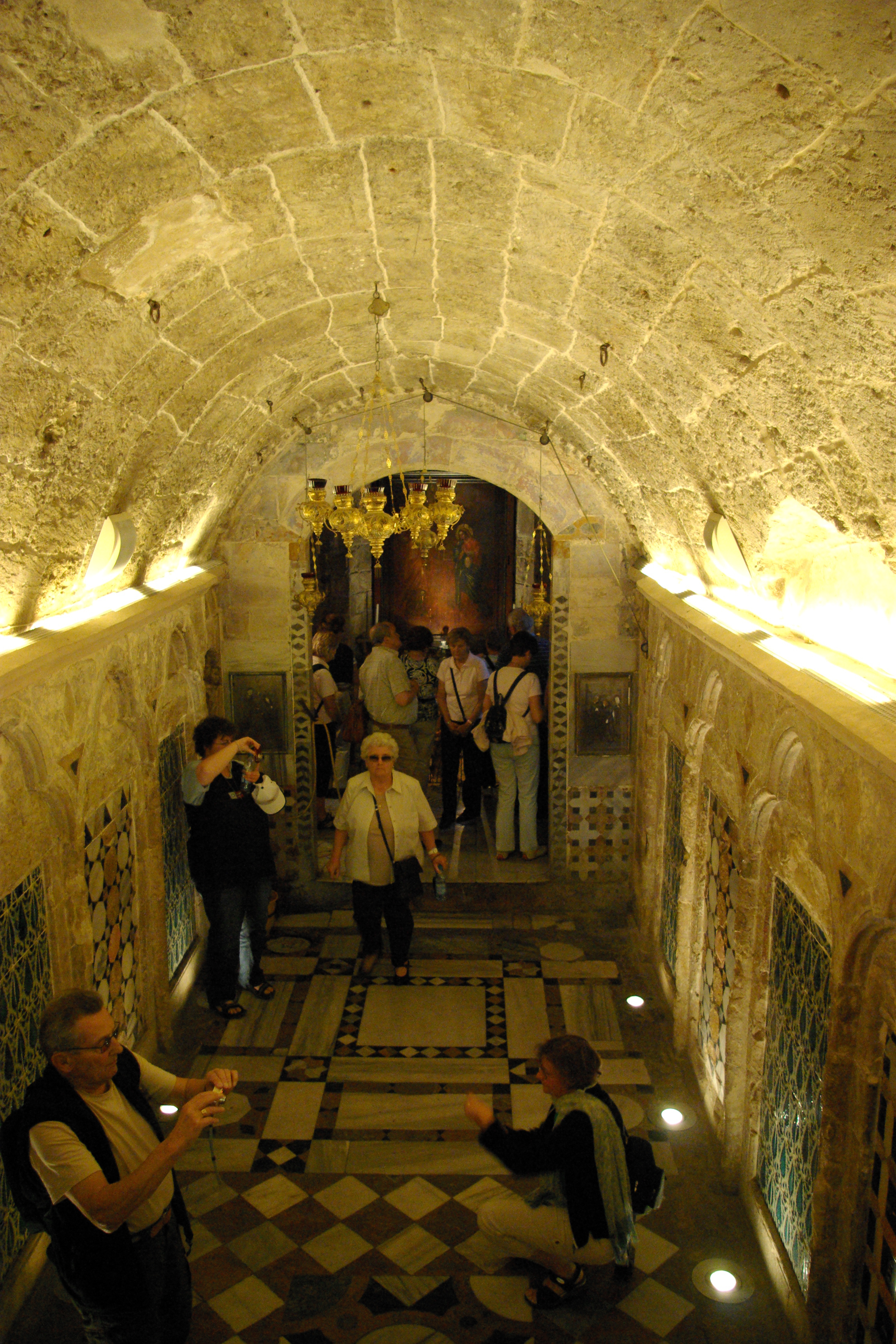
Переход ведущий к источнику

Традиция Благовещения у колодца основана на апокрифическом протоевангелие от Иакова, которое гласит: «взяв кувшин, пошла за водой; и услышала: Радуйся, благодатная! Господь с Тобою; благословенна Ты между женами. И стала огладываться Она, чтобы узнать, откуда этот голос. Испугавшись, возвратилась домой, поставила кувшин и, взяв пурпур, стала прясть его». Именно на этой основе в православной традиции складывается почитаемый образ «Благовещение у кладезя (колодца)», а также возник храм на этом месте.

### Почитание места Благовещения в Назарете
Таким образом в Назарете сложились две устойчивые древние традиции почитания места Благовещения:
- первое Благовещение Богородице от Архангела у колодца (источника) — Архангельские слова: Радуйся, благодатная! Господь с Тобою; благословенна Ты между женами, согласно апокрифическому протоевангелию Иакова — греческий православный храм Благовещения на источником Пресвятой Богородицы
- второе Благовещение от архангела Гавриила — непосредственно Благовещение (протоевангелие Иакова и каноническое Евангелие от Луки) и Боговоплощение[6], после того как Богородица возвратилась в дом Иосифа, где услышала от Архангела Гавриила: «и вот, зачнёшь во чреве, и родишь Сына, и наречёшь Ему имя: Иисус» — католическая базилика Благовещения.

Это предание зафиксировано в записках русского игумена Даниила (1105—1106 гг.) и греческого священника Иоанна Фоки (конец XII века) и сохранялось, не только среди паломников, но и в среде греческого духовенства, жившего в Палестине до первой половины XIX века, когда началось соперничество между православной и католической общинами за влияние в Назарете. В середине XIX века публицист Б. П. Мансуров писал, что у православных в Назарете остался только колодец Девы Марии, а остальные святыни оказались принадлежащими католикам, и для своего утешения греки стали отрицать подлинность места Благовещения под католической базиликой и утверждать, что Благовещение совершилось у колодца, на месте греко-арабской церкви. В Библейской энциклопедии архимандрита Никифора (1891 год) отмечается, что место Благовещения находится в Латинском монастыре, а согласно преданию местных греков Благовещение произошло в самом конце города, при источнике, на месте греческой церкви. Официальный сайт Иерусалимской православной церкви отмечает, что на месте Благовещения возведена греко-православная церковь Архангела Гавриила, а на месте жилища Пресвятой Богородицы и мастерской Иосифа построена латинская Церковь Благовещения, в которой находятся некоторые священные предметы византийской эпохи и времени крестовых походов. Такого же мнения придерживается профессор Василиос Цаферис. В свою очередь, католики отрицают первое архангельское благовестие Деве Марии у источника. Историк Лисовой Н. Н. в книге «Откровение Святой Земли», вслед за русскими паломниками XIX века, сохраняет древнее предание, относя первое явление Архангела Гавриила к православной церкви над источником Девы Марии, а непосредственно Благовещение — к католической базилике Благовещения.

### История возникновения и интерьер храма
Первый храм на этом месте был основан в IV веке во время правления императора Константина. По свидетельству блаженного Иеронима (342—420), в годы его жизни в Палестине (с 380 гг. до самой кончины) в Назарете существовало два храма, посвященных Благовещению: один на месте Благовещения Архангелом Гавриилом и другой, где жило Святое семейство. Эти свидетельства подтверждает в своем рассказе «о Святых местах» (около 670 г.) западный паломник Аркульф, сообщивший о церкви на месте дома, находящегося рядом с источником и в котором воспитался Господь Иисус Христос, и о церкви, построенной над домом, в котором произошло Благовещение. Также эти сведения сообщает в одноимённом сочинении (около 720 г.) Беда Достопочтенный. Западный святой Виллибальд (около 723—726 гг.) свидетельствует о двух церквях, добавляя при этом, что со стороны сарацин были покушения разрушить церковь над источником. Однако впоследствии мусульмане разрушают храм, и в воспоминаниях западного паломника Зефульфа, посетившего Святую Землю в 1102—1103 гг., сам Назарет описывается опустошенный сарацинами, а источник окружен только колоннами и плитами. О «круглой церкви» на этом месте, украшенной колоннами и мрамором, свидетельствует игумен Даниил — русский паломник, посетивший Святую Землю в 1106 году, причем теперь он к источнику приурочивает первое Благовещение, не упоминая о доме Иисуса рядом с ним, а дому Пресвятой Богородицы — только место, где Богородица получила благую весть о рождении Христа. Об источнике, бьющем в церкви, вспоминает греческий паломник, священник Иоанн Фока в 1177 году и также относит первое приветствие от архангела Гавриила к источнику, а непосредственно Благовещение и Боговоплощение — к дому Иосифа. Эта традиция сохраняется в русских путеводителях и до настоящего времени. Султан Бейбарс в XIII веке уничтожил все храмы города. Современная церковь была построена в 1750 году при значительной помощи из России. В ней используются элементы более древних сооружений. Над источником в крипте храма — почитаемый образ «Благовещение у кладезя». На пожертвования одного из греческих купцов, мастером Андреем в 1767 году, был изготовлен резной позолоченный иконостас из дуба. Помещения церкви во 2—й половине XIX века приходят в запустение и ветхость. В конце XIX века, при содействии Императорского православного палестинского общества храму были собрана необходимая сумма для ремонта и обновления храма. Обществом храму Благовещения были пожертвованы: золотая лампада, помещенная над местом Благовещения и иконы Благовещения и Целования Пресвятой Богородицы и св. прав. Елисаветы, выполненные начальником Троице-Сергиевой иконописной мастерской — иеромонахом Симеоном. Также Общество строит паломническое подворье для русских паломников, рядом с православным храмом Благовещения над источником Пресвятой Богородицы в 1904 году. Роспись стен храма в древнем византийском стиле выполнена в 1977—1978 гг., румынскими художниками Михаилом и Гавриилом Марасанами.

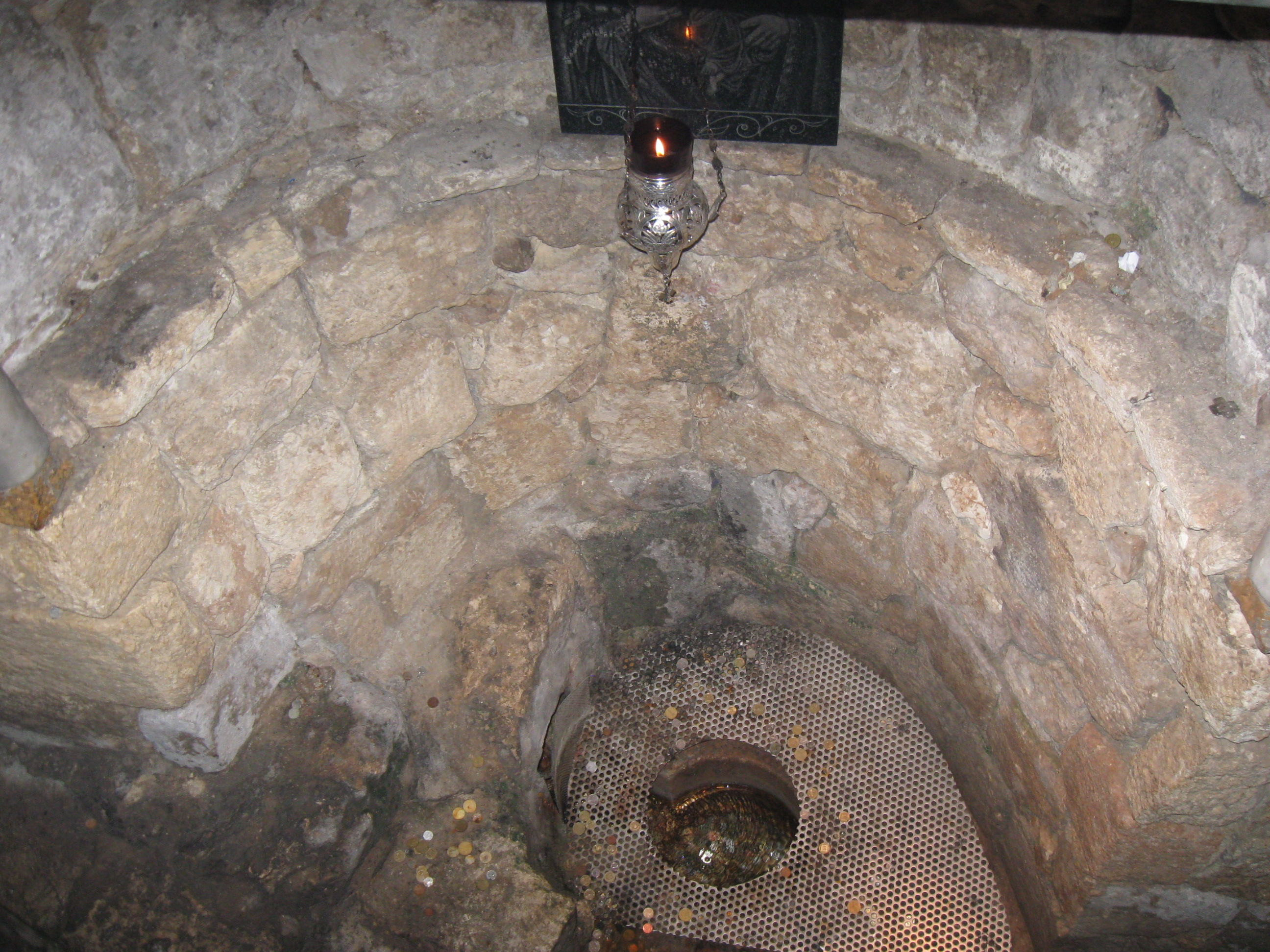
Источник Пресвятой Богородицы в греческом православном храме Благовещения

## Современное положение
На сегодняшний день греческая православная церковь Благовещения в Назарете над источником Пресвятой Богородицы является приходским храмом православной арабской общины города Назарета. Относится к Назаретской митрополии Иерусалимской Православной Церкви греческой патриархии.

## Галерея

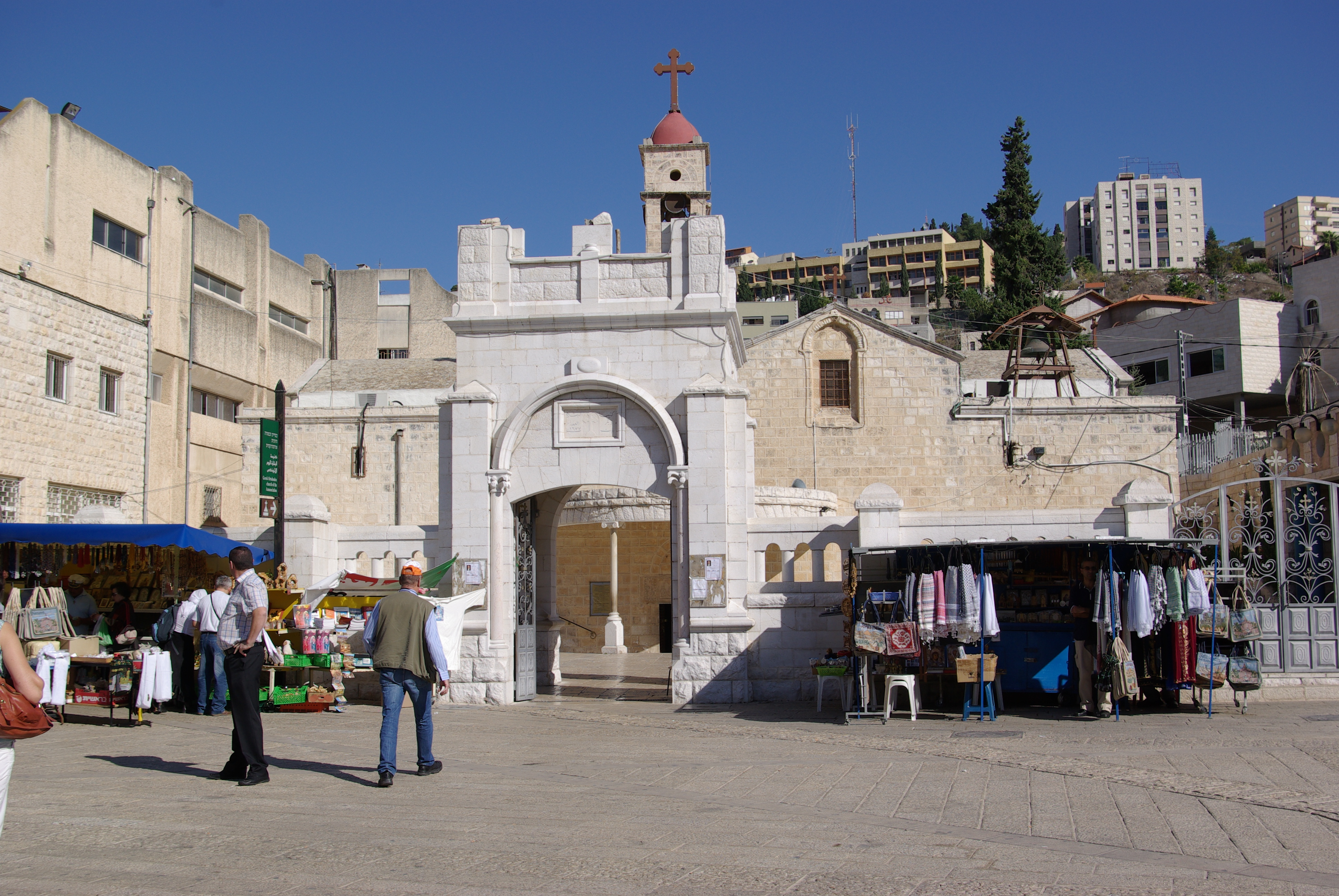
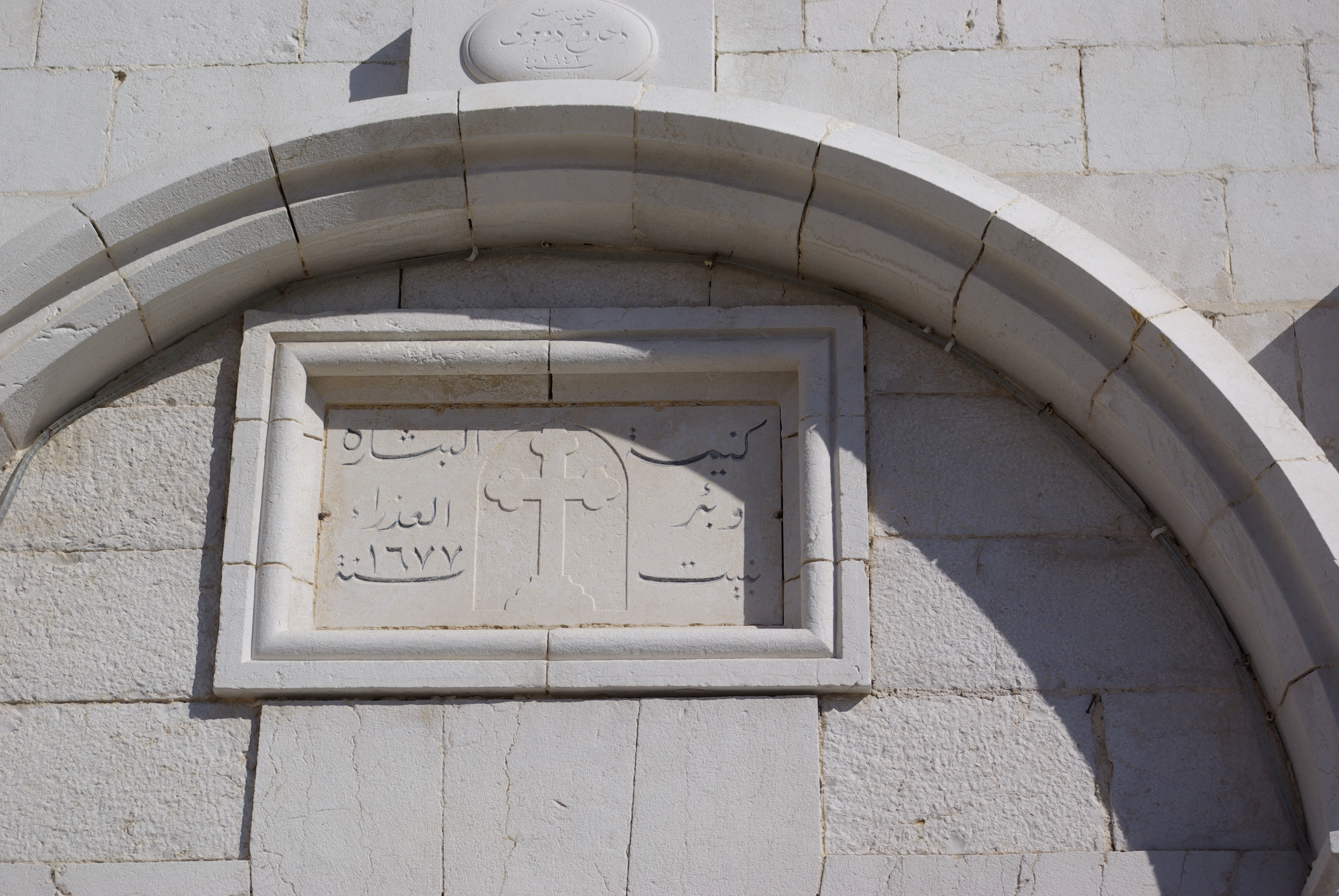
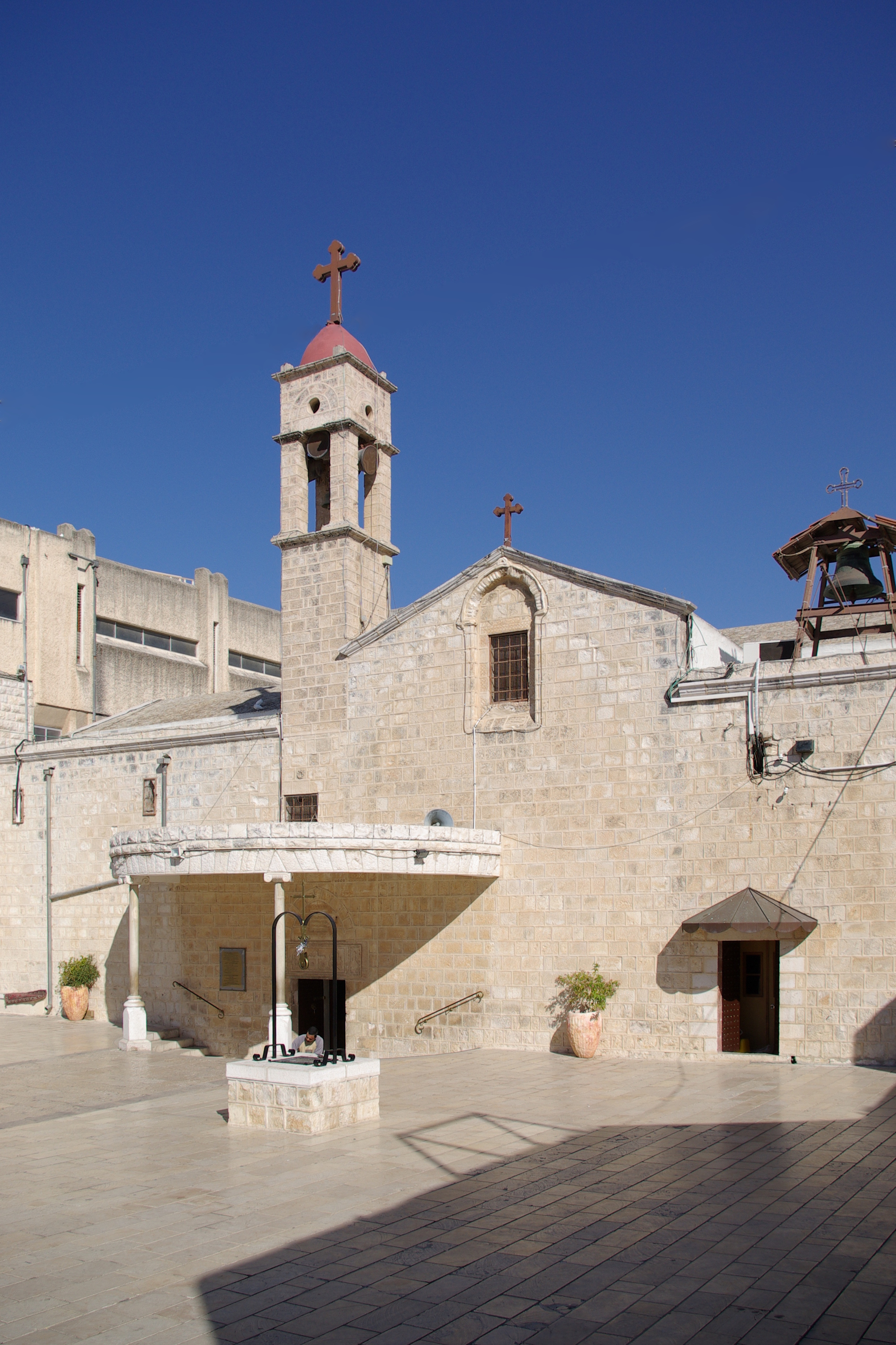
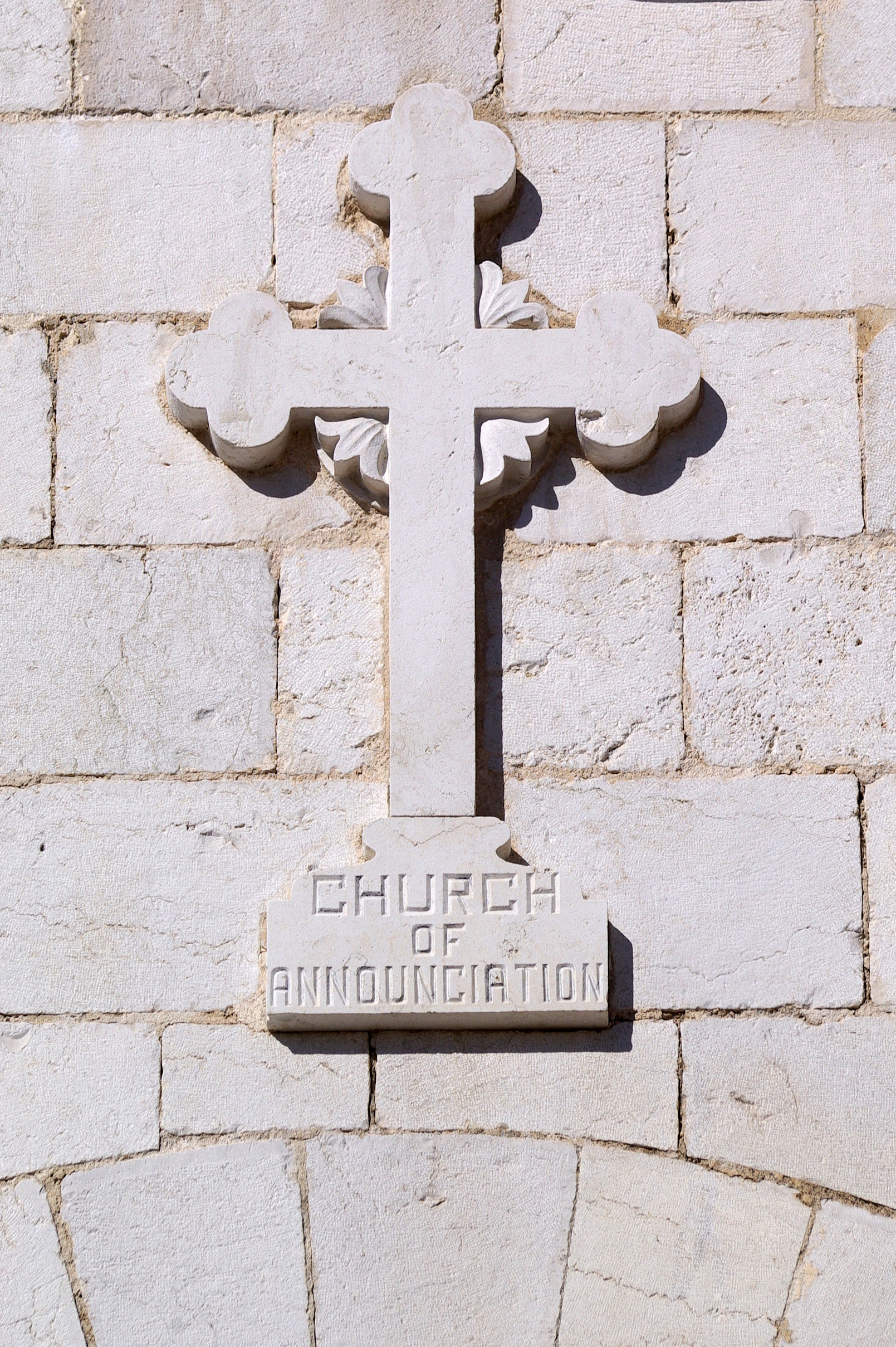
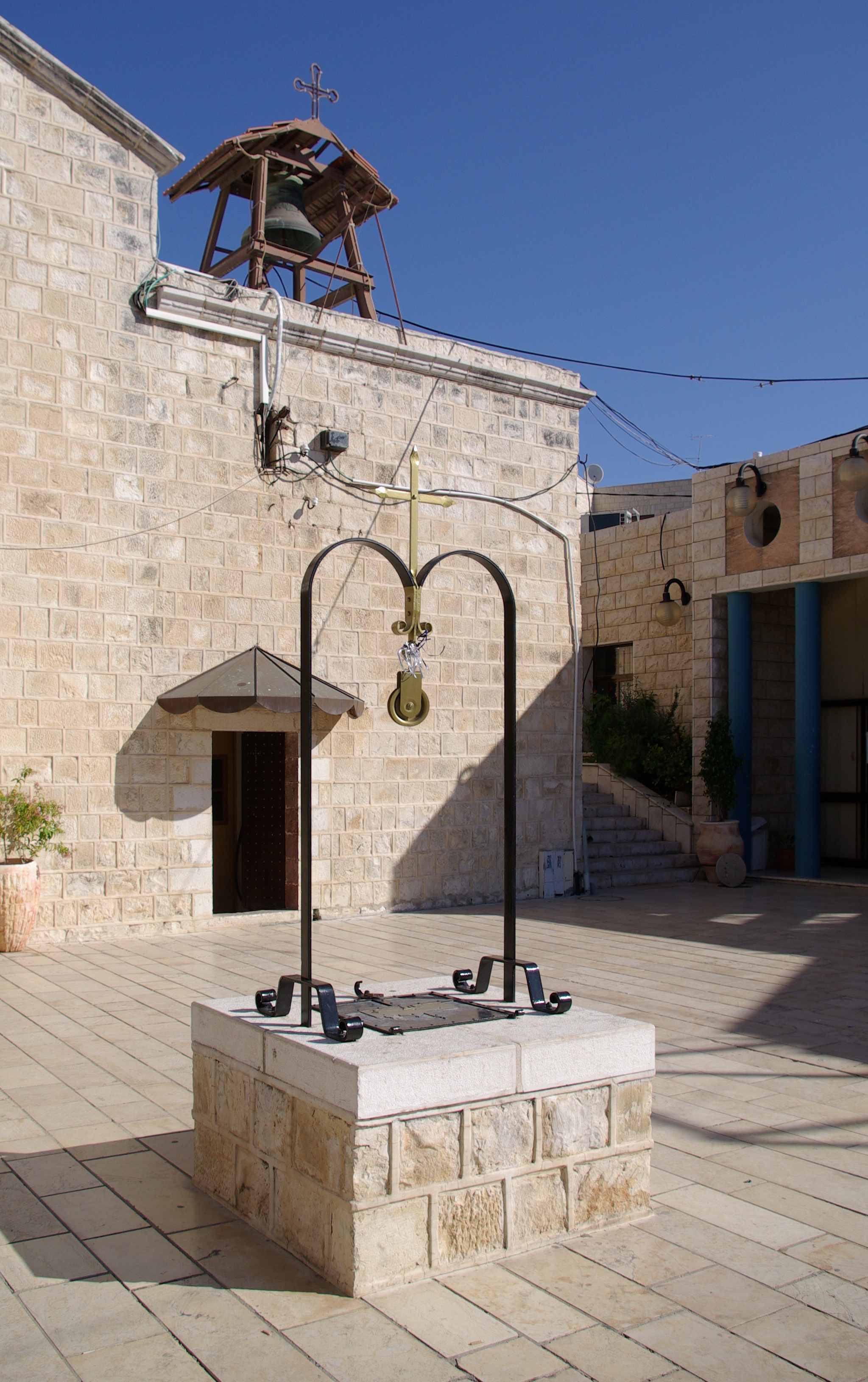
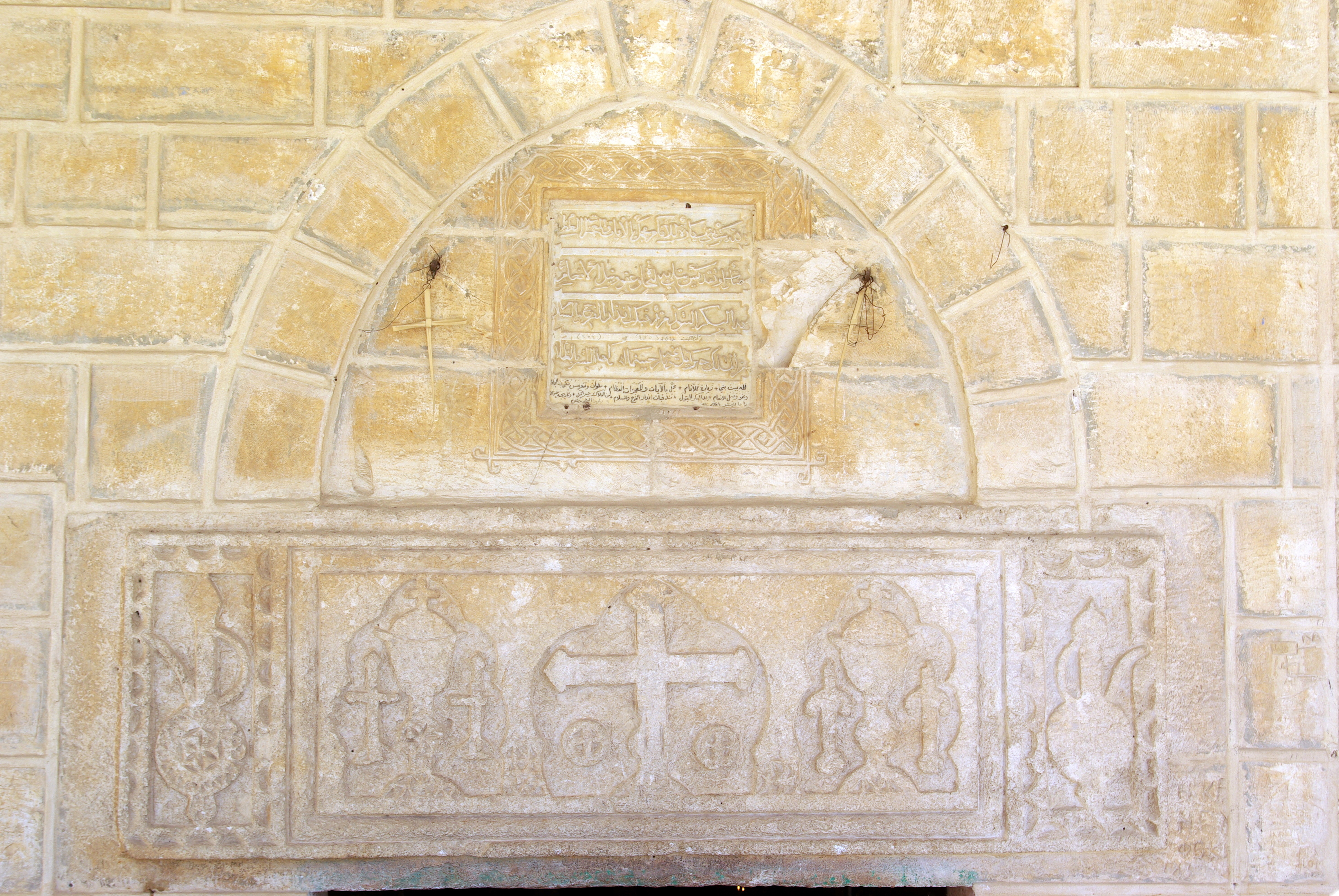
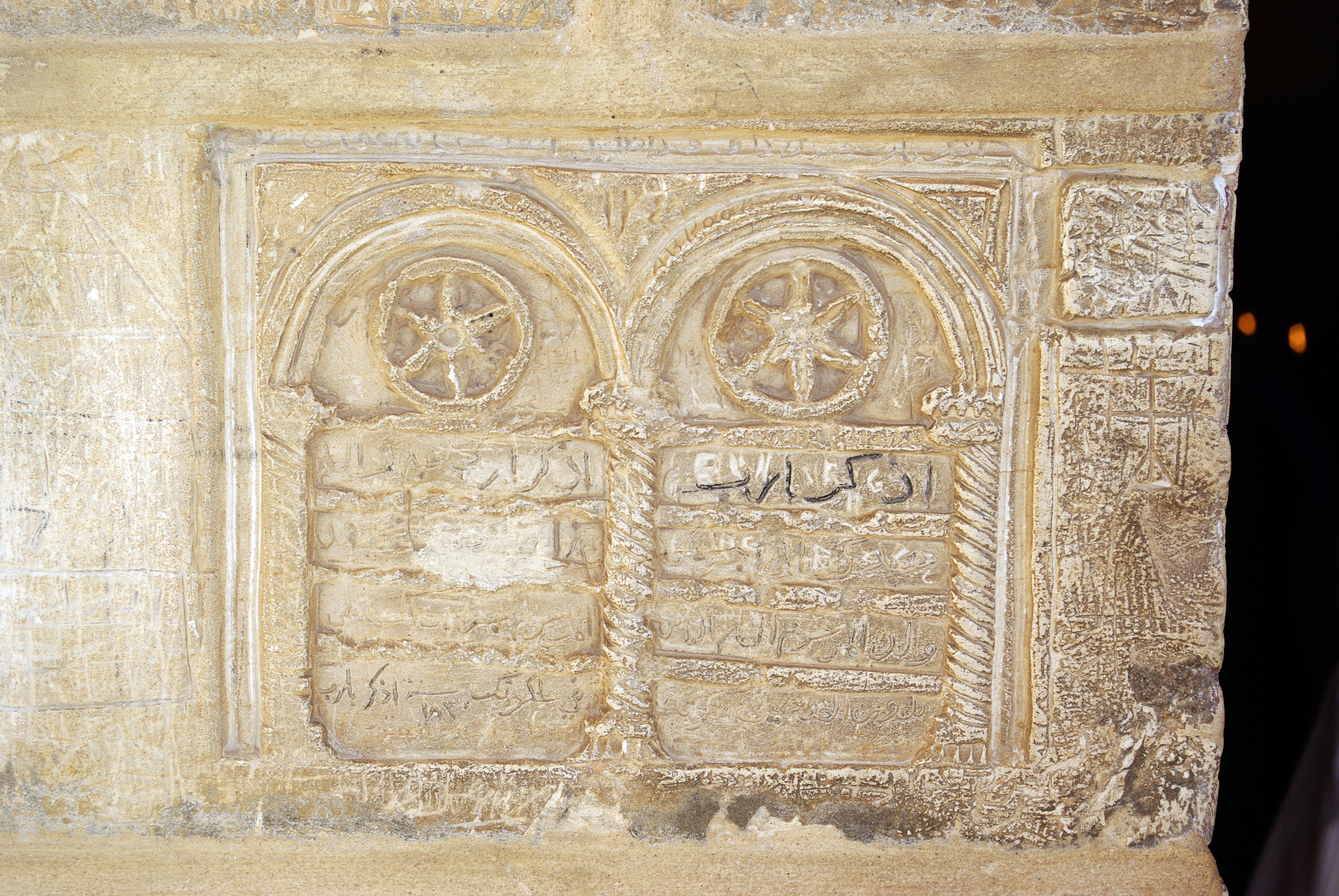
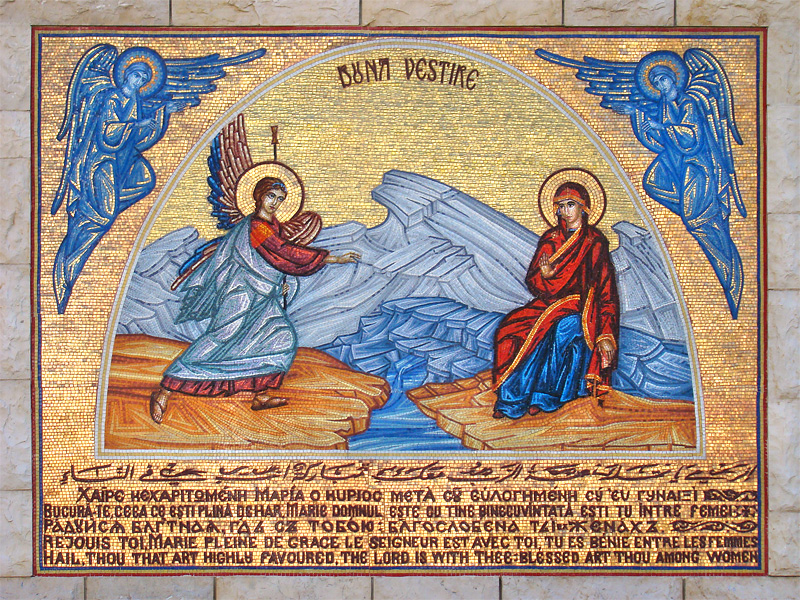
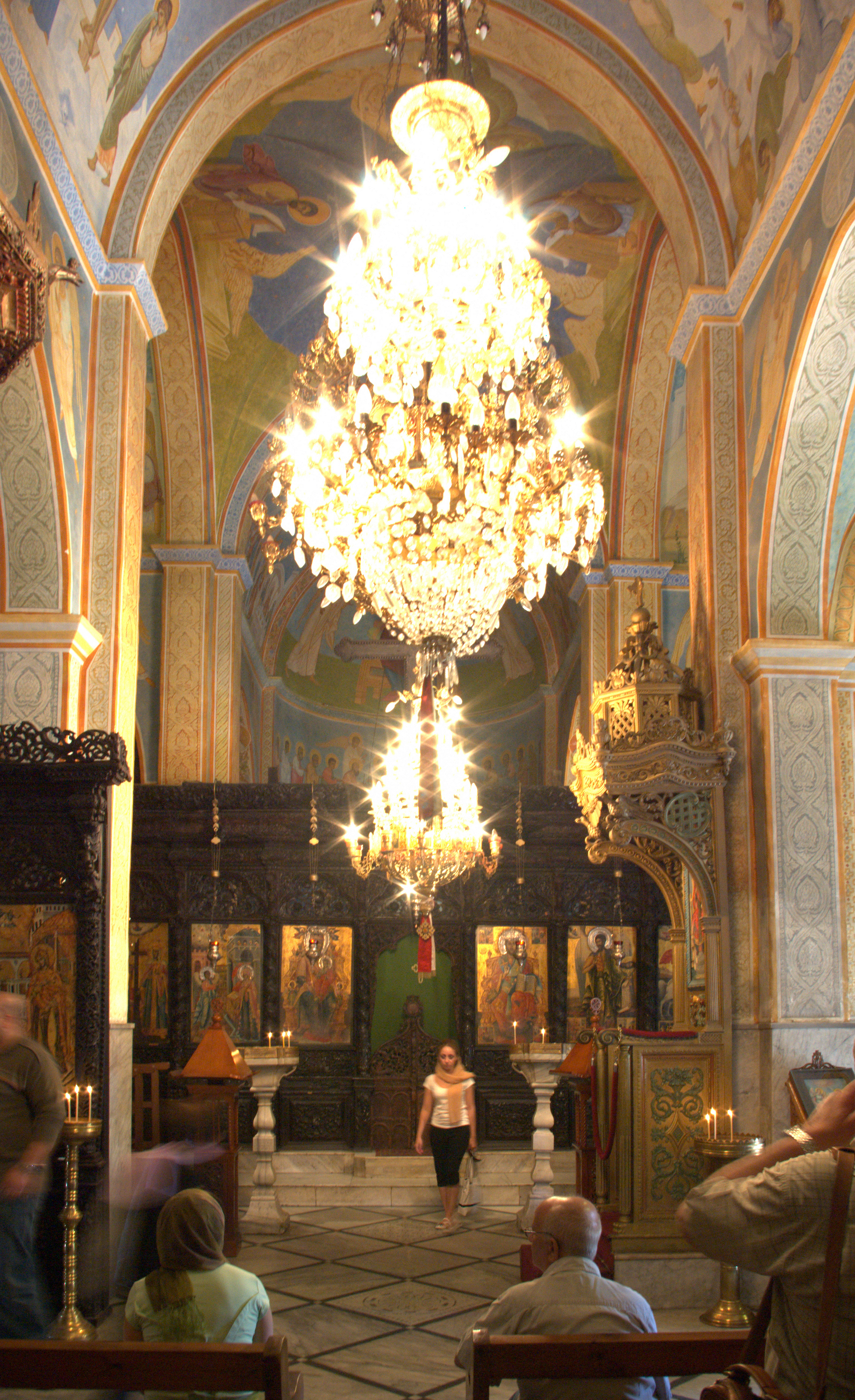
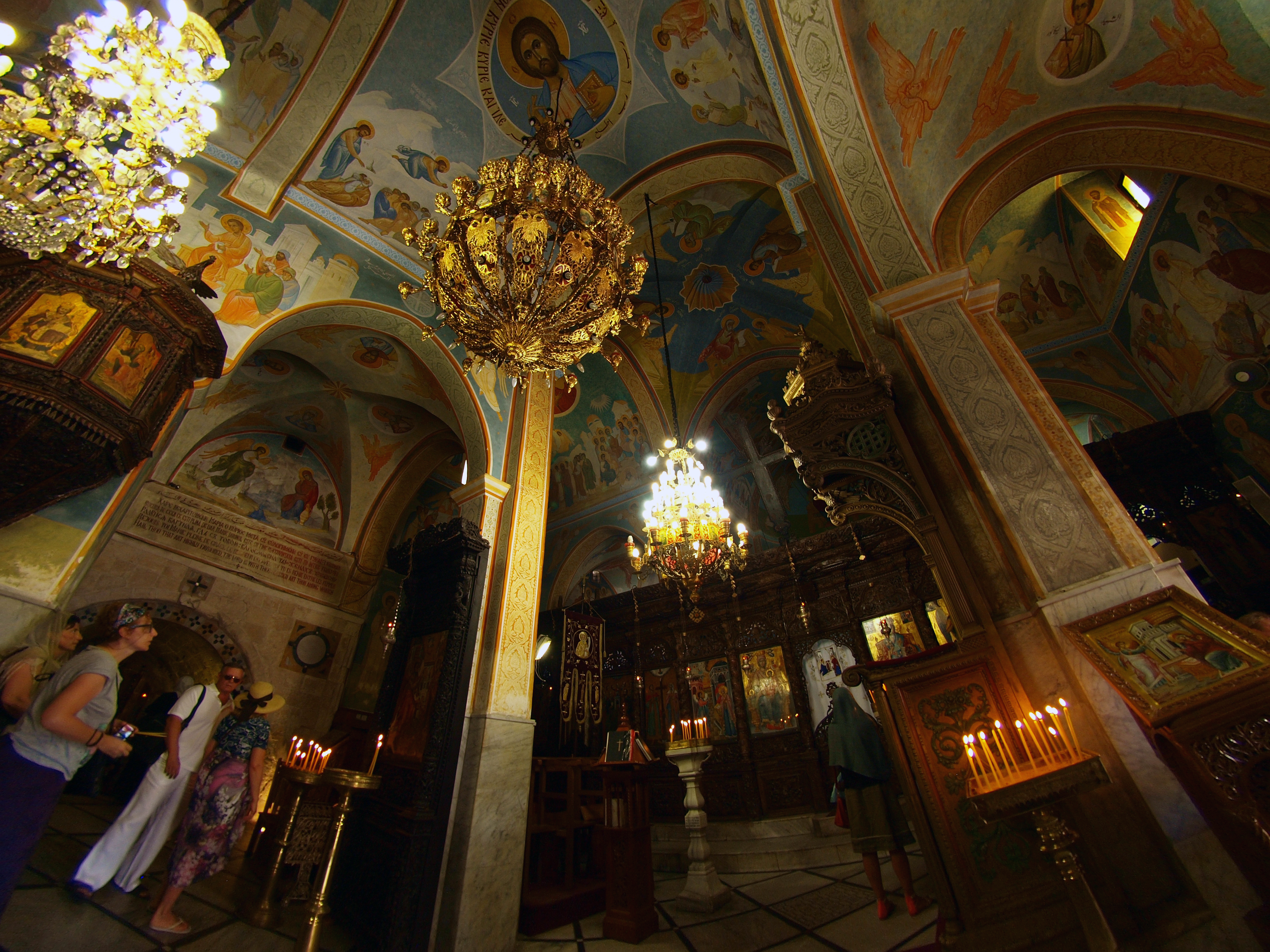
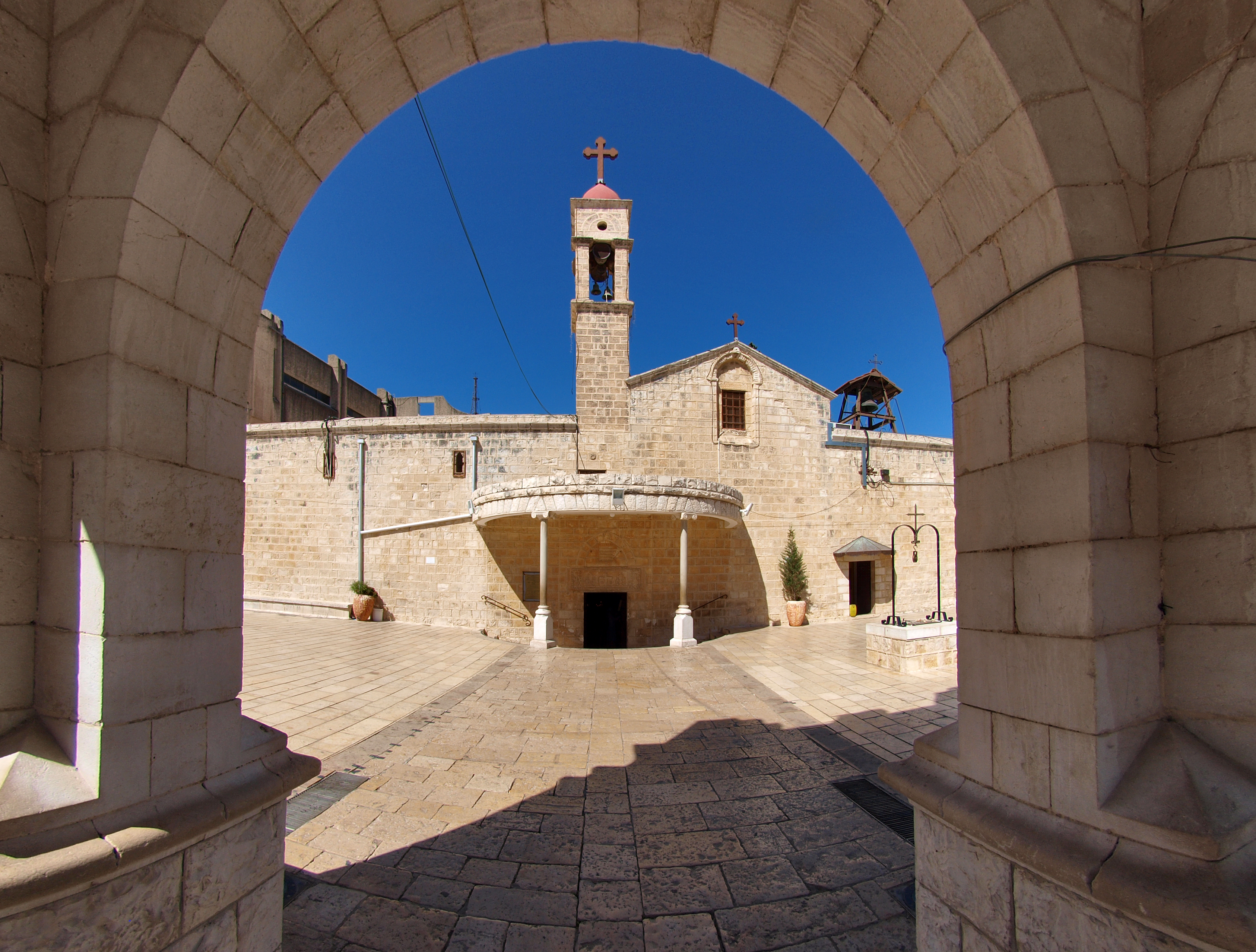
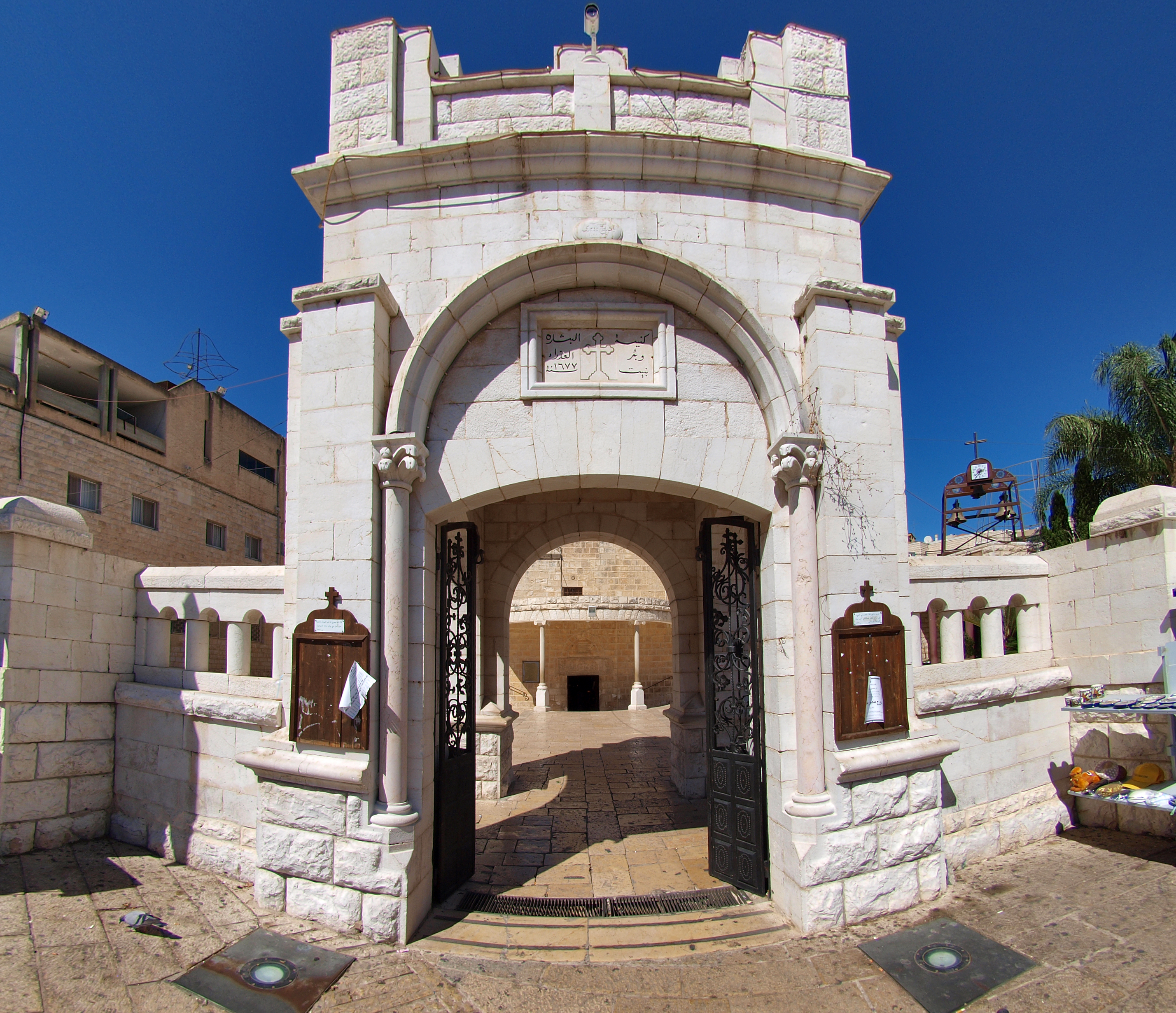
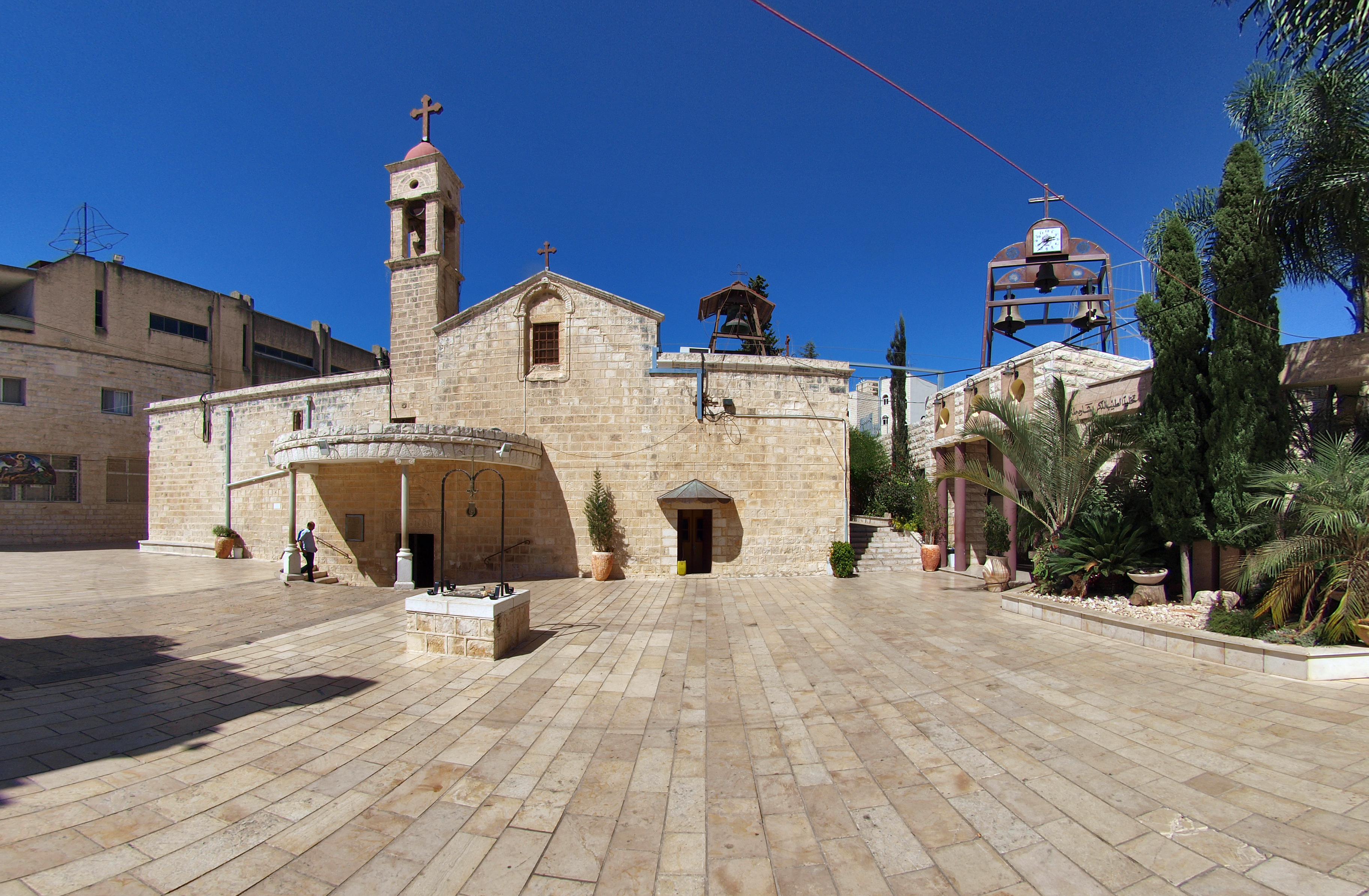
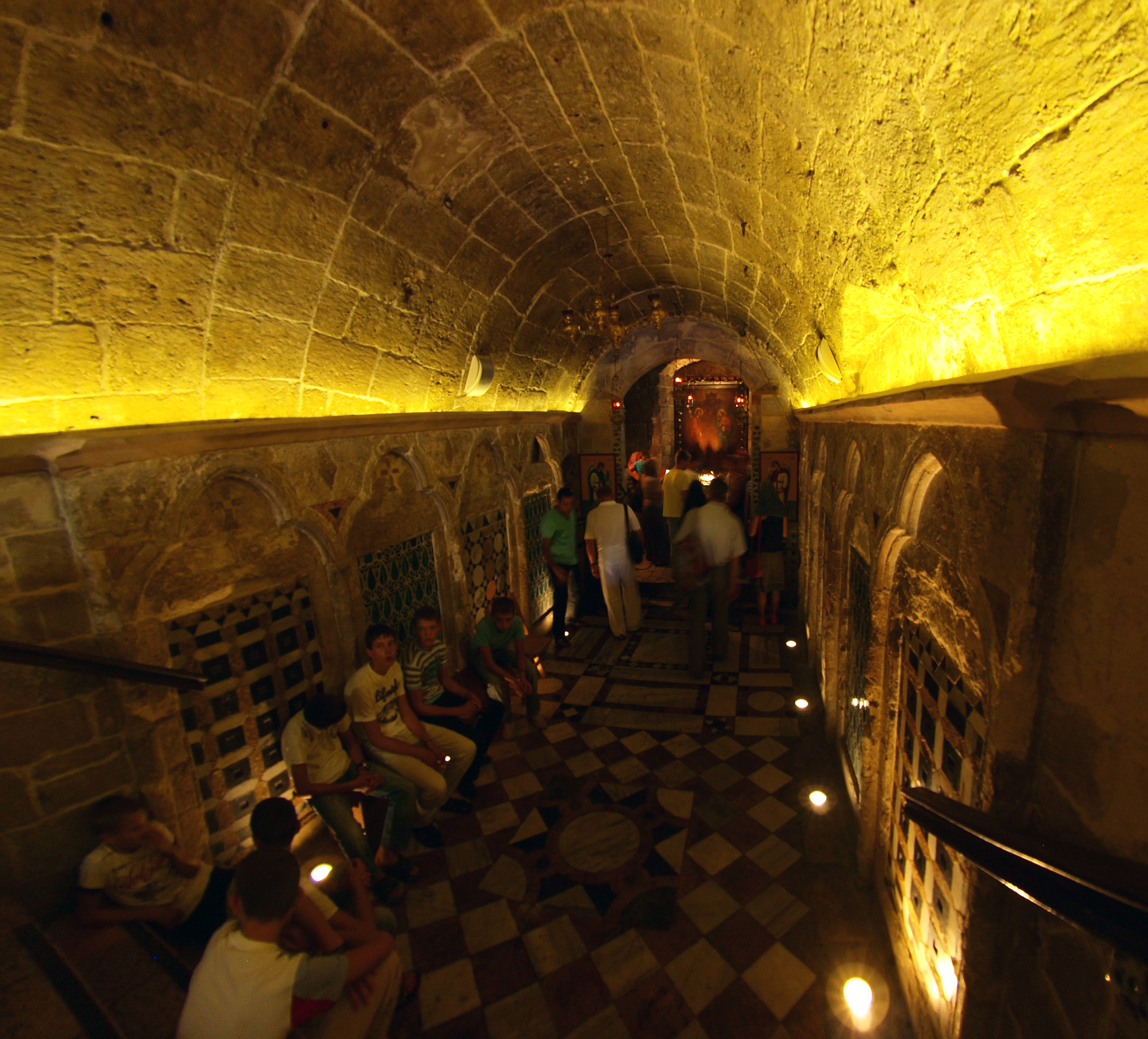
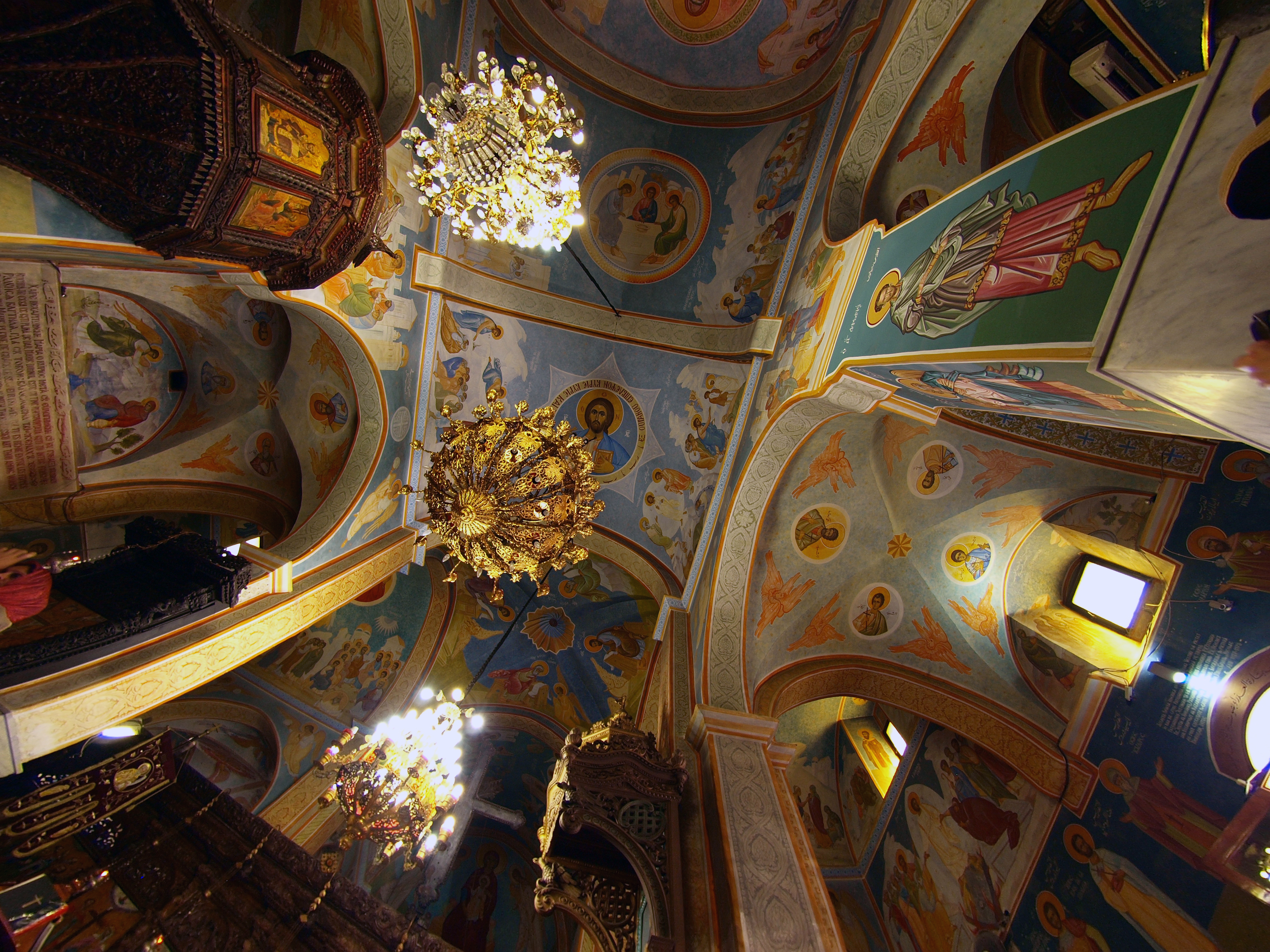